# «Балтимор Ориолс» в сезоне 2025
Сезон 2025 года стал для «Балтимор Ориолс» сто двадцать пятым в Главной лиге бейсбола и в истории клуба, а также семьдесят вторым с момента переезда команды в Балтимор и тридцать четвёртым — на «Ориол-парк на Кемден-ярдс».

## Межсезонье
Сезон 2024 «Ориолс» закончили с рекордом 91—71, выйдя в плей-офф благодаря уайлд-кард, однако проиграли в первом раунде «Канзас-Сити Роялс». Перед сезоном 2025 многие эксперты отмечали перспективное нападение команды. Лучшим хиттером «иволг», по их мнению, должен стать Гуннар Хендерсон, а лучшим питчером — Зак Эфлин. Слабым местом отмечалась стартовая ротации «Балтимора», «худшая» в Восточном дивизионе АЛ. В случае, если сезон не будет омрачён травмами, «Ориолс», по прогнозам, должны выходить в Мировую серию.

### Трансферы
- 7 октября — леворукий питчер Такер Дэвидсон стал свободным агентом[6].
- 31 октября — правые филдеры Остин Слейтер и Энтони Сантандер, кэтчер Джеймс Макканн, леворукий питчер Джон Минс и праворукие питчеры Бёрч Смит, Брукс Криски и Корбин Бёрнс стали свободными агентами[7].
- 2 ноября — назначенный хиттер Элой Хименес стал свободным агентом[8].
- 4 ноября — леворукий питчер Дэнни Кулон стал свободным агентом[9].
- 22 ноября — праворукий питчер Джейкоб Уэбб стал свободным агентом[10].
- 10 декабря — аутфилдер Тайлер О’Нилл подписал трёхлетний контракт на 49,5 миллионов долларов[11], а кэтчер Гэри Санчес — однолетний контракт на 8,5 миллионов долларов[12].
- 16 декабря — праворукий питчер Томоюки Сугано подписал однолетний контракт на 13 миллионов долларов[13].
- 3 января — праворукий питчер Чарли Мортон подписал однолетний контракт на 15 миллионов долларов[14].
- 13 января — праворукий питчер Эндрю Киттредж подписал однолетний контракт на 10 миллионов долларов[15].
- 27 января — аутфилдер Дилан Карлсон подписал однолетний контракт на 900 тысяч долларов[16].

### Предсезонная подготовка
В = Побед; П = Поражения; П% = Процент выигранных матчей; GB = Отставание от лидера; Дома = Победы/поражения дома; Выезд = Победы/поражения на выезде
| Грейпфрутовая лига  | В  | П  | П%   | GB  | Дома | Выезд |
| ------------------- | -- | -- | ---- | --- | ---- | ----- |
| Торонто Блю Джейс   | 18 | 10 | 64,3 | —   | 14—1 | 4—9   |
| Хьюстон Астрос      | 16 | 12 | 57,1 | 2,0 | 976  | 9—6   |
| Бостон Ред Сокс     | 15 | 12 | 55,6 | 2,5 | 8—6  | 7—6   |
| Филадельфия Филлис  | 15 | 14 | 53,6 | 3,0 | 9—4  | 6—9   |
| Нью-Йорк Янкис      | 14 | 14 | 50,0 | 4,0 | 8—6  | 6—8   |
| Атланта Брэйвз      | 13 | 13 | 50,0 | 4,0 | 5—6  | 8—7   |
| Нью-Йорк Метс       | 13 | 13 | 50,0 | 4,0 | 7—4  | 6—9   |
| Питтсбург Пайрэтс   | 14 | 15 | 48,3 | 4,5 | 9—5  | 5—10  |
| Балтимор Ориолс     | 13 | 14 | 48,1 | 4,5 | 5—8  | 8—6   |
| Тампа-Бэй Рейс      | 12 | 13 | 48,0 | 4,5 | 5—6  | 7—7   |
| Миннесота Твинс     | 13 | 15 | 46,4 | 5,0 | 9—7  | 4—8   |
| Вашингтон Нэшионалс | 13 | 15 | 46,4 | 5,0 | 5—10 | 8—5   |
| Детройт Тайгерс     | 12 | 15 | 44,4 | 5,5 | 7—6  | 5—9   |
| Сент-Луис Кардиналс | 12 | 15 | 44,4 | 5,5 | 8—6  | 4—9   |
| Майами Марлинс      | 10 | 15 | 40,0 | 6,5 | 5—10 | 5—5   |

- В таблице не учтены результаты матчей, завершившихся вничью. Во время предсезонной подготовки команды не играют экстраиннинги.

## Регулярный чемпионат

### Положение команд
В = Побед; П = Поражения; П% = Процент выигранных матчей; GB = Отставание от лидера; Дома = Победы/поражения дома; Выезд = Победы/поражения на выезде
| Восточный дивизион | В | П | П%    | GB  | Дома | Выезд |
| ------------------ | - | - | ----- | --- | ---- | ----- |
| Нью-Йорк Янкис     | 2 | 0 | 100,0 | —   | 2—0  | 0—0   |
| Тампа-Бэй Рейс     | 1 | 0 | 100,0 | 0,5 | 1—0  | 0—0   |
| Балтимор Ориолс    | 1 | 1 | 50,0  | 1,0 | 0—0  | 1—1   |
| Бостон Ред Сокс    | 1 | 1 | 50,0  | 1,0 | 0—0  | 1—1   |
| Торонто Блю Джейс  | 1 | 1 | 50,0  | 1,0 | 0—0  | 1—1   |